# Curculigo sinensis
Curculigo sinensis är en enhjärtbladig växtart som beskrevs av Sing Chi Chen. Curculigo sinensis ingår i släktet Curculigo, och familjen Hypoxidaceae. Inga underarter finns listade i Catalogue of Life.